# Реальность консенсуса
Реа́льность консе́нсуса (букв. англ. consensus reality) (консенсуальная реальность, общепринятая реальность) — психологический термин, обозначающий такое описание реальности, в отношении которого достигнуто общее соглашение между людьми (осознанно или неосознанно).
Чарльз Тарт в книге «Пробуждение» предложил альтернативный термин — «обусловленная реальность» (conditioned или conditional reality), указывая на неточность термина «реальность консенсуса», поскольку никто не спрашивает у индивида согласия, хочет ли он жить в «общепринятой реальности», ведь к ней его приучают путём «обусловливания» — выработки условных рефлексов в процессе воспитания и социализации.